# Cees Schouwenaar
Cornelis Hendrik Jan (Cees) Schouwenaar (Heerlen, 21 januari 1919 – 21 april 2006) was een Nederlands acteur. 

## Loopbaan
Oorspronkelijk was hij marktkoopman en stond met een ambulante handel op de Amsterdamse markten. Pas op hogere leeftijd begon hij daarnaast met acteren en kreeg vooral bekendheid in de series van Wim T. Schippers. Net als Dolf Brouwers werd Schouwenaar door Schippers ingezet vanwege diens beperkte acteertalent, al wat hogere leeftijd en bereidheid tot absurde scènes. Ook zijn geringe lengte en kostuum maakten hem opvallend.
Voor het eerst was hij te zien vanaf 1971 in de shows van Fred Haché en Barend Servet waar hij verschillende kleine rollen speelde, zoals een nep-Napoleon, een onheilsprofeet en een psychiatrisch patiënt. In Van Oekel's Discohoek was hij in verschillende rollen te zien, onder andere als een nep-Paul Da Vinci, ingehuurde kerstman, medereiziger in een trein en paparazzo van Donna Summer en in Het is weer zo laat! als solliciterende ober en zakenman die betrapt werd op het bekladden van de WC. Voorts speelde hij in de Ondergang van de Onan een seksartikelenvertegenwoordiger en een godsdienstwaanzinnige en in de Grote genade bouwvakker Van Drongelen.
Het meest bekend werd Schouwenaar met zijn rol van Henk J. Pal in de televisieseries De lachende scheerkwast, Opzoek naar Yolanda, Plafond over de vloer en We zijn weer thuis. 

## Trivia
Als marktkoopman verkocht hij op de Amsterdamse Vespuccimarkt onder meer schemerlampen, een verwijzing naar de gevleugelde uitspraak van Henk J. Pal "Leuke lamp overigens".